# Austrophorocera grandis
Austrophorocera grandis är en tvåvingeart som först beskrevs av Macquart 1851.  Austrophorocera grandis ingår i släktet Austrophorocera och familjen parasitflugor. Inga underarter finns listade i Catalogue of Life.